# Canon EF 24mm-objectief
De Canon EF 24mm is een familie van in totaal vier groothoekobjectieven gemaakt door de Japanse fabrikant Canon. Momenteel zijn nog twee modellen in de productie, de EF 24mm f/1.4L II USM en de EF 24mm f/2.8 IS USM. De EF 24mm is voorzien van de EF-lensvatting en aldus geschikt voor de EOS-cameralijn van de fabrikant. Naast de EF-objectieven zijn er ook twee tilt-shift-exemplaren van 24 mm verschenen.

## Specificaties
| Naam                        | f/1.4L USM                       | f/1.4L II USM                    | f/2.8                     | f/2.8 IS USM                     |
| --------------------------- | -------------------------------- | -------------------------------- | ------------------------- | -------------------------------- |
| Afbeelding                  | Plaats uw zelfgemaakte foto hier | Plaats uw zelfgemaakte foto hier |                           | Plaats uw zelfgemaakte foto hier |
| Belangrijkste eigenschappen |                                  |                                  |                           |                                  |
| Beeldstabilisatie           | Nee                              | Nee                              | Nee                       | Ja                               |
| Weerbestendig               | Ja                               | Ja                               | Nee                       | Nee                              |
| Ultrasonic Motor (USM)      | Ja                               | Ja                               | Nee                       | Ja                               |
| L-objectief                 | Ja                               | Ja                               | Nee                       | Nee                              |
| Diffractieve optica         | Nee                              | Nee                              | Nee                       | Nee                              |
| Macro                       | Nee                              | Nee                              | Nee                       | Nee                              |
| Technische eigenschappen    |                                  |                                  |                           |                                  |
| Diafragma (max-min)         | f/1.4-f/22                       | f/1.4-f/22                       | f/2.8-f/22                | f/2.8-f/22                       |
| Opbouw                      | 9 groepen / 11 elementen         | 10 groepen / 13 elementen        | 10 groepen / 10 elementen | 9 groepen / 11 elementen         |
| Diafragmalamellen           | 7                                | 8                                | 6                         | 7                                |
| Minimale scherpstelafstand  | 0,25 m                           | 0,25 m                           | 0,25 m                    | 0,20 m                           |
| Maximale vergroting         | 0,16x                            | 0,17x                            | 0,16x                     | 0,23x                            |
| Horizontale beeldhoek       | 74°                              | 74°                              | 74°                       | 74°                              |
| Diagonale beeldhoek         | 84°                              | 84°                              | 84°                       | 84°                              |
| Verticale beeldhoek         | 53°                              | 53°                              | 53°                       | 53°                              |
| Fysieke eigenschappen       |                                  |                                  |                           |                                  |
| Gewicht                     | 550 g                            | 650 g                            | 270 g                     | 280 g                            |
| Maximale diameter           | 83.5 mm                          | 83.5 mm                          | 67,5 mm                   | 68,4 mm                          |
| Lengte                      | 77,4 mm                          | 86,9 mm                          | 48,5 mm                   | 55,7 mm                          |
| Filterdiameter              | 77 mm                            | 77 mm                            | 58 mm                     | 58 mm                            |
| Accessoires                 |                                  |                                  |                           |                                  |
| Kap                         | EW-83DII                         | EW-83K                           | EW-60II                   | EW-65B                           |
| Verkoopinformatie           |                                  |                                  |                           |                                  |
| Introductie                 | december 1997                    | december 2008                    | november 1988             | juni 2012                        |
| Momenteel in productie?     | Nee                              | Ja                               | Nee                       | Ja                               |